# Casper Ruud
Casper Ruud (* 22. prosince 1998 Oslo) je norský profesionální tenista, grandslamový finalista na French Open 2022 i 2023 a US Open 2022. Ve své dosavadní kariéře na okruhu ATP Tour vyhrál třináct singlových turnajů včetně Madrid Open 2025. Jako první Nor ovládl turnaj ATP Tour i Masters, postoupil do finále grandslamu, Turnaje mistrů a zakončil sezónu v první světové desítce i trojce. Na challengerech ATP a okruhu ITF získal tři tituly ve dvouhře.
Na žebříčku ATP byl ve dvouhře nejvýše klasifikován v září 2022 na 2. místě a ve čtyřhře v červenci 2021 roku 133. místě. Trénují ho otec Christian Ruud a Pedro Clar.
V norském daviscupovém týmu debutoval v roce 2015 základním blokem 3. skupiny zóny Evropy a Afriky proti Arménii, v němž vyhrál dvouhru nad Michajlem Chačatrjanem. Norové zvítězili 3:0 na zápasy. Do září 2025 v soutěži nastoupil ke sedmnácti mezistátním utkáním s bilancí 22–5 ve dvouhře a 7–6 ve čtyřhře.

## Soukromý život
Narodil se roku 1998 v norské metropoli Oslu do rodiny profesionálního tenisty Christiana Ruuda, jemuž nejvýše patřila 39. příčka světové klasifikace. Otec si zahrál finále bastadského Swedish Open 1995 či osmifinále Australian Open 1997. Má dvě sestry Caroline a Charlotte Ruudovy. Tenis začal hrát ve čtyřech letech. Roku 2017 dokončil středoškolské vzdělání.
Za preferovaný povrch uvedl antuku a jako silný úder označil forhend. Vedle Osla také trénuje na dvorcích španělského Alicante.

## Tenisová kariéra

### Juniorský tenis
V juniorském tenisu se probojoval do třetího kola dvouhry French Open 2015, v němž podlehl Corentinu Denollymu. Třetí fázi si zahrál také na US Open 2015 a druhé kolo se stalo jeho maximem ve Wimbledonu 2015.
V juniorské čtyřhře s Miomirem Kecmanovićem postoupili do semifinále Wimbledonu 2015, kde nestačili na pozdější vítěznou dvojici Lý Hoàng Nam a Sumit Nagal. Se stejným spoluhráčem skončil opět v semifinálové fázi na French Open 2016, než je zastavil pár Youssef Hossam a Džurabek Karimov.
Na kombinovaném juniorském žebříčku ITF se stal první norskou světovou jedničkou, když na 1. místě figuroval v lednu 2016.

### Profesionální kariéra
V rámci hlavních soutěží událostí okruhu ITF debutoval v červnu 2014, když na turnaj v chorvatském Bolu obdržel divokou kartu. V úvodním kole podlehl Australanu Jaku Eamesovi. Premiérový singlový titul na challengerech si odvezl ze zářijového Copa Sevilla 2016 s dotací 75 tisíc dolarů v Seville. Ve finále přehrál japonského hráče Tara Daniela po dvousetovém průběhu. Na turnaji postoupil z kvalifikace. Po Changovi, Gasquetovi a Starkovi se tak stal čtvrtým nejmladším vítězem challengerů, který získal první trofej při svém debutu na ATP Challenger Tour.

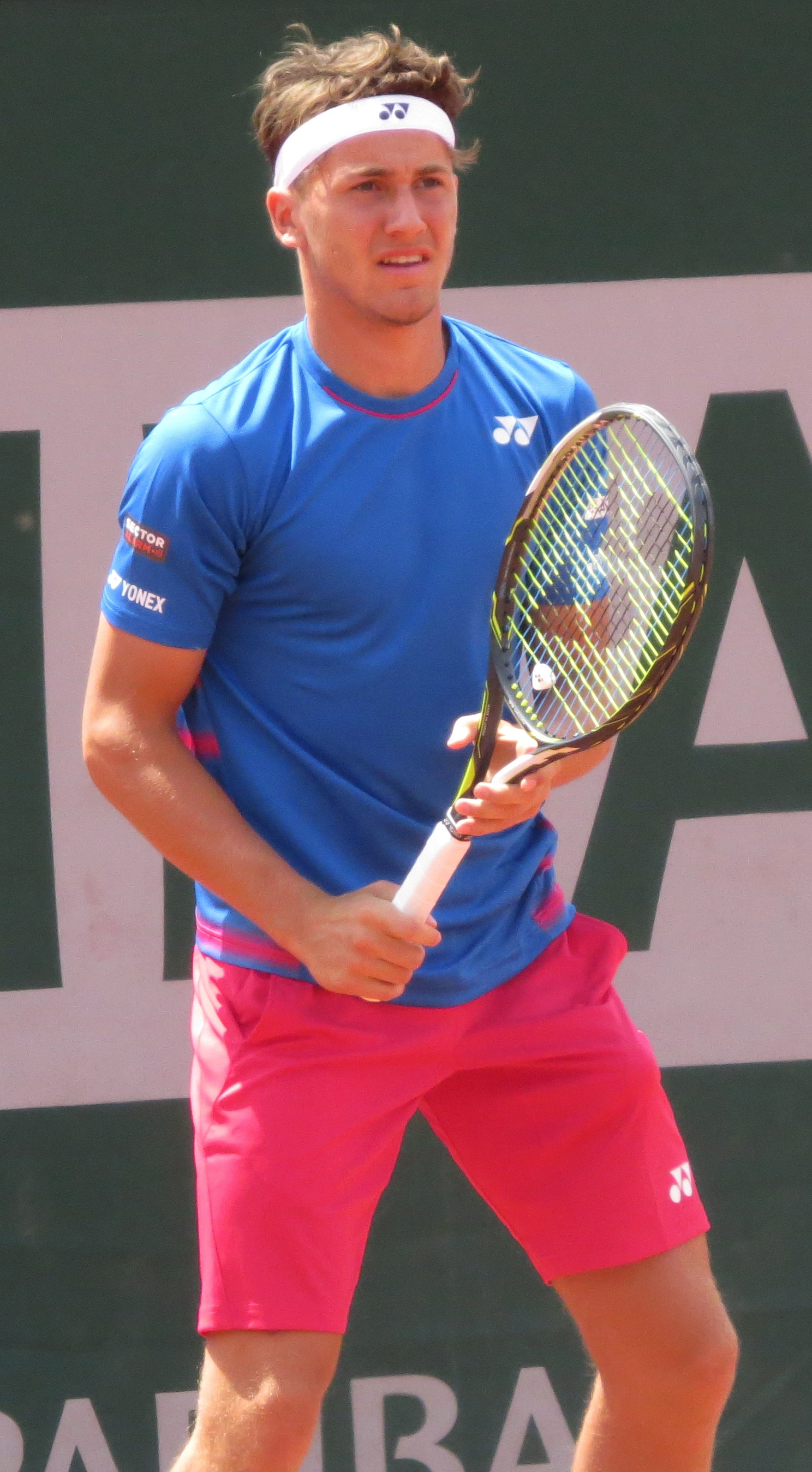
V kvalifikaci French Open 2017

Ve dvouhře okruhu ATP Tour debutoval na prvním ročníku zářijového Chengdu Open 2016 v Čcheng-tu, kam obdržel divokou kartu. V úvodním kole jej vyřadil šestý nasazený Srb Viktor Troicki ve dvou sadách. Premiérový kariérní vyhraný zápas v této úrovni dosáhl v rámci debutového startu turnaje z kategorie ATP 500, brazilském Rio Open 2017, na němž startoval opět na divokou kartu. Cestou pavoukem na jeho raketě zůstali Rogério Dutra da Silva, Roberto Carballés Baena a Thiago Monteiro. V prvním semifinále kariéry pak podlehl Španělu Pablu Carreñu Bustovi. Stal se tak nejmladším semifinalistou události ATP 500 od Borny Ćoriće na Swiss Indoors 2014. Po turnaji poprvé pronikl mezi dvě stě nejlepších tenistů, když se 27. února 2017 posunul na 133. příčku žebříčku. V rámci série ATP Masters debutoval březnovým Miami Open 2017, kde mu do hlavní soutěže organizátoři udělili divokou kartu. Na úvod jej vyřadil tchajwanský tenista Lu Jan-sun.
Debut v nejvyšší grandslamové kategorie zaznamenal v kvalifikaci mužské dvouhry Australian Open 2017, v níž přehrál Rusa Teimuraze Gabašviliho i Francouze Jonathana Eysserica, aby jej v kvalifikačním kole do hlavní soutěže nepustil Američan Reilly Opelka.
Do premiérového finále túry ATP postoupil na dubnovém U.S. Men's Clay Court Championships 2019 v Houstonu po výhře nad americkou turnajovou osmičkou Samem Querreym. V boji o titul však podlehl 22letému Chilanu Cristianu Garínovi po třísetovém průběhu. Oba se střetli již v semifinále březnového Brasil Open 2019, z něhož vyšel vítězně také Garín. Ruud se probojoval do finále turnaje ATP jako druhý Nor, když navázal na výkon svého otce Christiana Ruuda z Båstadu 1995.
Debutovou trofej ATP si odvezl z únorového Argentina Open 2020 po finálovém vítězství nad portugalským kvalifikantem Pedrou Sousou. Stal se tak prvním Norem, který vyhrál turnaj na okruhu ATP Tour. Bodový zisk jej premiérově posunul na 34. místo žebříčku, čímž překonal otcovo kariérní maximum, 39. příčku z roku 1995. Ve 21 letech a jednom měsíci věku se rovněž stal nejmladším šampionem Argentina Open. O dva týdny později odešel poražen z finále Chile Open 2020, v němž nestačil na 182. hráčce klasifikace Thiaga Seybotha Wilda z Brazílie, kterému organizátoři udělili divokou kartu. Na zářijovém Internazionali BNL d'Italia 2020 v Římě na jeho raketě dohráli jedenáctý nasazený Rus Karen Chačanov, Ital Lorenzo Sonego, Chorvat Marin Čilić a ve čtvrtfinále italská turnajová čtyřka Matteo Berrettini. Stal se tak prvním Norem v semifinále mastersu, čímž překonal čtvrtfinálové maximum svého otce Christiana Ruuda z Monte-Carlo Masters 1997. Mezi posledními osmi hráči jej vyřadila světová jednička Novak Djoković. Po Rome Masters 2020 postoupil do semifinále série Masters také na Monte-Carlo Rolex Masters 2021 a Mutua Madrid Open 2021, kde podlehl Andreji Rubljovovi, respektive Matteu Berrettinimu.

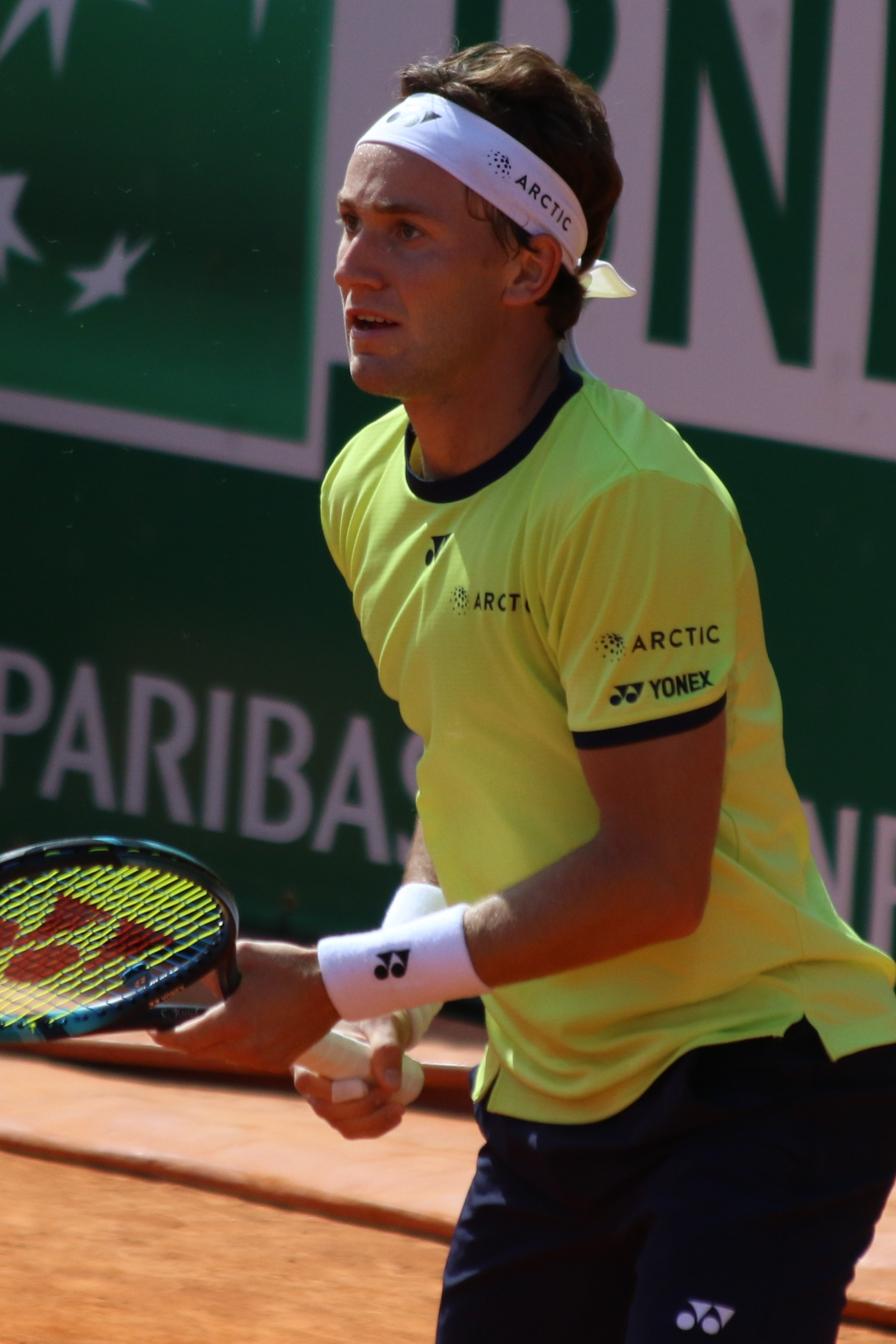
Na Monte-Carlo Rolex Masters 2022 dohrál ve třetím kole

Výhrou ve třetím kole nad Američanem Marcose Gironen na Rolex Paris Masters 2021 si vůbec jako první norský tenista v historii zajistil účast na závěrečném Turnaji mistrů. V úvodním utkání základní skupiny ho porazila světová jednička Novak Djoković, následně ale porazila náhradníka Camerona Norrieho a v přímém souboji o postupové místo Rusa Andreje Rubljova v rozhodujícím tiebreaku třetího setu. V semifinále ho porazil Daniil Medveděv. Finále tisícového turnaje si poprvé zahrál na Miami Open 2022, kde se v rámci série Masters stal prvním Norem v přímém boji o titul. Ve dvou setech však podlehl španělskému teenageru Carlosi Alcarazovi.
Na French Open 2022 vstupoval jako osmý nasazený. Na úvod „ukončil“ profesionální kariéru Francouzovi Jo-Wilfriedu Tsongovi. Ve třetim kole porazil italskou turnajovou třiadvacítku Lorenza Sonega a podruhé v kariéře postoupil do druhého týdne majoru. V něm porazil Poláka Huberta Hurkacze a stal se prvním norským mužem ve čtvrtfinále jakéhokoli grandslamu, když zároveň překonal svého otce z Australian Open 1997. Mezi osmičkou nejlepších se utkal s dalším Skandinávcem, Holgerem Runem z Dánska, kterého dokázal přehrát ve čtyřech setech. Jednalo se o první pařížské čtvrtfinále dvou Skandinávců a první takové na grandslamu od Australian Open 2002. Semifinálovou výhrou nad Marinem Čilićem se stal prvním norským mužem ve finále dvouhry grandslamu a druhým Norem v této fázi po Molle Bjurstedtové. Ve finále nestačil na španělskou turnajovou pětku Rafaela Nadala, když od stavu 3–1 ve druhém setu prohrál zbylých jedenáct her.
Přes Mattea Berrettiniho a Karena Chačanova postoupil do druhého grandslamového finále, newyorského US Open 2022. Jako první norský muž ve finále Flushing Meadows se ve 23 letech stal nejmladším vícenásobným finalistou grandslamu od Andyho Murrayho v roce 2010. V něm však podlehl 19leté španělské světové čtyřce Carlosi Alcarazovi ve čtyřech setech. Jednalo se o první finále v historii, kde oba soupeři hráli o premiérový grandslamový titul a současně o post světové jedničky. Bodový zisk jej premiérově posunul na 2. místo světové klasifikace. Druhý rok v řadě se kvalifikoval na Turnaj mistrů, turínský ATP Finals 2022. Z pozice čtvrtého hráče žebříčku vyhrál základní skupinu, kde porazil Félixe Augera-Aliassimeho i Taylora Fritze. S jistotou postupu pak nestačil na světovou dvojku Rafaela Nadala. Do finále prošel po dvousetové výhře nad sedmým mužem klasifikace Andrejem Rubljovem. V závěrečném boji ani počtvrté nestačil na Srba Novaka Djokoviće, který ve vzájemných duelech neztratil ani jeden z osmi odehraných setů. Do finále Turnaje mistrů postoupil jako první Seveřan od Stefana Edberga v roce 1990. Sezónu zakončil na 3. místě jako první Skandinávec v první světové trojce od Edbergovy druhé příčky z roku 1992.
Do druhého finále Mastersu postoupil na antukovém Monte-Carlo Rolex Masters 2024. 
Ve čtvrtfinále vyřadil francouzskou jedničku Uga Humberta a v semifinále Srba Novaka Djokoviće. V předchozích pěti duelech přitom se Srbem neuhrál žádný set. Stal se tak prvním Norem v historii žebříčku ATP, zavedeném v roce 1973, který porazil úřadující světovou jedničku. Jeho zápasová bilance proti členům z první světové trojky do té doby činila 0–11. V souboji o titul však podlehl dvanáctému muži klasifikace, Řekovi Stefanosi Tsitsipasovi, když neproměnil ani jeden z osmi brejkbolů. Nevyužil tak příležitost stát se prvním skandinávským vítězem Mastersu od Magnuse Normana na Rome Masters 2000. Po skončení se posunul na 6. příčku, znamenající nejvyšší umístění od září 2023. O týden později získal jedenáctou trofej na Barcelona Open 2024. Do finále postoupil přes Mattea Arnaldiho a Tomáse Martína Etcheverryho. V souboji o titul oplatil týden starou porážku Tsitsipasovi a připsal si debutovou trofej v kategorii ATP 500, když všechny předchozí dosáhl v úrovni ATP 250. V probíhajícím ročníku představoval čtvrtého šampiona, jenž prošel soutěží bez ztráty setu, rovněž tak prvního hráče se čtyřmi finále a dvaceti devíti vyhranými zápasy. V Barceloně se stal prvním skandinávským vítězem od Švéda Kenta Carlssona v roce 1988 a pátým ve 21. století, který nepocházel ze Španělska. Se 103 vyhranými zápasy na antuce od sezóny 2020 představoval v tomto období nejlepšího antukáře na okruhu.
Na jarním Mutua Madrid Open 2025 vyhrál jako první Nor turnaj série Masters. Podruhé v kariéře porazil na jediné události tři členy z první světové desítky, v osmifinále čtvrtého Taylora Fritze, ve čtvrtfinále desátého Daniila Medveděva a v souboji o titul světovou šestku Brita Jacka Drapera po třísetovém průběhu. Od roku 2020 tak mezi hráči okruhu pokračoval v dominanci na antuce, když v rámci tohoto období vévodil statistikám 125 vyhraných zápasů, 17 finále a 12 titulů.

## Finále na Grand Slamu

### Mužská dvouhra: 3 (0–3)
| Stav      | rok  | turnaj      | povrch | soupeř ve finále | výsledek                |
| --------- | ---- | ----------- | ------ | ---------------- | ----------------------- |
| Finalista | 2022 | French Open | antuka | Rafael Nadal     | 3–6, 3–6, 0–6           |
| Finalista | 2022 | US Open     | tvrdý  | Carlos Alcaraz   | 4–6, 6–2, 6–7(1–7), 3–6 |
| Finalista | 2023 | French Open | antuka | Novak Djoković   | 6–7(1–7), 3–6, 5–7      |

## Finále Turnaje mistrů

### Dvouhra: 1 (0–1)
| Stav      | rok  | turnaj        | povrch    | soupeř ve finále | výsledek |
| --------- | ---- | ------------- | --------- | ---------------- | -------- |
| Finalista | 2022 | Turín, Itálie | tvrdý (h) | Novak Djoković   | 5–7, 3–6 |

## Finále na okruhu ATP Tour

### Dvouhra: 25 (13–12)
| Legenda                     |
| --------------------------- |
| Grand Slam (0–3)            |
| Turnaj mistrů (0–1)         |
| ATP Tour Masters 1000 (1–2) |
| ATP Tour 500 (1–2)          |
| ATP Tour 250 (11–4)         |

| Stav      | č.  | datum              | turnaj                           | kategorie     | povrch    | soupeř ve finále    | výsledek                |
| --------- | --- | ------------------ | -------------------------------- | ------------- | --------- | ------------------- | ----------------------- |
| Finalista | 1.  | 14. dubna 2019     | Houston, Spojené státy           | ATP 250       | antuka    | Cristian Garín      | 6–7(4–7), 6–4, 3–6      |
| Vítěz     | 1.  | 16. února 2020     | Buenos Aires, Argentina          | ATP 250       | antuka    | Pedro Sousa         | 6–1, 6–4                |
| Finalista | 2.  | 1. března 2020     | Santiago, Chile                  | ATP 250       | antuka    | Thiago Seyboth Wild | 5–7, 6–4, 3–6           |
| Vítěz     | 2.  | 22. května 2021    | Ženeva, Švýcarsko                | ATP 250       | antuka    | Denis Shapovalov    | 7–6(8–6), 6–4           |
| Vítěz     | 3.  | 18. července 2021  | Båstad, Švédsko                  | ATP 250       | antuka    | Federico Coria      | 6–3, 6–3                |
| Vítěz     | 4.  | 25. července 2021  | Gstaad, Švýcarsko                | ATP 250       | antuka    | Hugo Gaston         | 6–3, 6–2                |
| Vítěz     | 5.  | 31. července 2021  | Kitzbühel, Rakousko              | ATP 250       | antuka    | Pedro Martínez      | 6–1, 4–6, 6–3           |
| Vítěz     | 6.  | 3. října 2021      | San Diego, Spojené státy         | ATP 250       | tvrdý     | Cameron Norrie      | 6–0, 6–2                |
| Vítěz     | 7.  | 13. února 2022     | Buenos Aires, Argentina (2)      | ATP 250       | antuka    | Diego Schwartzman   | 5–7, 6–2, 6–3           |
| Finalista | 3.  | 3. dubna 2022      | Miami, Spojené státy             | ATP 1000      | tvrdý     | Carlos Alcaraz      | 5–7, 4–6                |
| Vítěz     | 8.  | 21. května 2022    | Ženeva, Švýcarsko (2)            | ATP 250       | antuka    | João Sousa          | 7–6(7–3), 4–6, 7–6(7–1) |
| Finalista | 4.  | 5. června 2022     | French Open, Paříž, Francie      | Grand Slam    | antuka    | Rafael Nadal        | 3–6, 3–6, 0–6           |
| Vítěz     | 9.  | 24. července 2022  | Gstaad, Švýcarsko (2)            | ATP 250       | antuka    | Matteo Berrettini   | 4–6, 7–6(7–4), 6–2      |
| Finalista | 5.  | 11. září 2022      | US Open, New York, Spojené státy | Grand Slam    | tvrdý     | Carlos Alcaraz      | 4–6, 6–2, 6–7(1–7), 3–6 |
| Finalista | 6.  | 20. listopadu 2022 | Turín, Itálie                    | Turnaj mistrů | tvrdý (h) | Novak Djoković      | 5–7, 3–6                |
| Vítěz     | 10. | 9. dubna 2023      | Estoril, Portugalsko             | ATP 250       | antuka    | Miomir Kecmanović   | 6–2, 7–6(7–3)           |
| Finalista | 7.  | 11. června 2023    | French Open, Paříž, Francie      | Grand Slam    | antuka    | Novak Djoković      | 6–7(1–7), 3–6, 5–7      |
| Finalista | 8.  | 23. července 2023  | Båstad, Švédsko                  | ATP 250       | antuka    | Andrej Rubljov      | 6–7(3–7), 0–6           |
| Finalista | 9.  | 24. února 2024     | Los Cabos, Mexiko                | ATP 250       | tvrdý     | Jordan Thompson     | 3–6, 6–7(4–7)           |
| Finalista | 10. | 2. března 2024     | Acapulco, Mexiko                 | ATP 500       | tvrdý     | Alex de Minaur      | 4–6, 4–6                |
| Finalista | 11. | 14. dubna 2024     | Monte Carlo, Monako              | ATP 1000      | antuka    | Stefanos Tsitsipas  | 1–6, 4–6                |
| Vítěz     | 11. | 21. dubna 2024     | Barcelona, Španělsko             | ATP 500       | antuka    | Stefanos Tsitsipas  | 7–5, 6–3                |
| Vítěz     | 12. | 25. května 2024    | Ženeva, Švýcarsko (3)            | ATP 250       | antuka    | Tomáš Macháč        | 7–5, 6–3                |
| Finalista | 12. | 9. února 2025      | Dallas, Spojené státy            | ATP 500       | tvrdý (h) | Denis Shapovalov    | 6–7(5–7), 3–6           |
| Vítěz     | 13. | 4. května 2025     | Madrid, Španělsko                | ATP 1000      | antuka    | Jack Draper         | 7–5, 3–6, 6–4           |

## Finále na challengerech ATP a okruhu Futures
| Legenda             |
| ------------------- |
| Challengery (1–2 D) |
| Futures (2–4 D)     |

### Dvouhra: 9 (3–6)
| Stav      | datum             | turnaj                      | povrch | soupeř ve finále   | výsledek                |
| --------- | ----------------- | --------------------------- | ------ | ------------------ | ----------------------- |
| Vítěz     | 14. února 2016    | Paguera, Španělsko          | antuka | Carlos Taberner    | 2–6, 7–6(13–11), 6–0    |
| Finalista | 20. března 2016   | Bakersfield, Spojené státy  | tvrdý  | Michael Mmoh       | 4–6, 7–6(7–5), 1–6      |
| Finalista | 14. května 2016   | Pula, Itálie                | antuka | Stefanos Tsitsipas | 3–6, 7–6(7–2), 6–7(2–7) |
| Finalista | 24. července 2016 | Knokke, Belgie              | antuka | Daniel Altmaier    | 7–6(7–3), 1–6, 6–7(3–7) |
| Vítěz     | 7. srpna 2016     | Kaarina, Finsko             | antuka | Mikael Torpegaard  | 6–3, 4–6, 6–0           |
| Vítěz     | 10. září 2016     | Sevilla, Španělsko          | antuka | Taró Daniel        | 6–3, 6–4                |
| Finalista | 5. listopadu 2016 | Oslo, Norsko                | tvrdý  | Gianluigi Quinzi   | 4–6, 1–6                |
| Finalista | 29. dubna 2018    | Francavilla al Mare, Itálie | antuka | Gianluigi Quinzi   | 4–6, 1–6                |
| Finalista | 13. května 2018   | Braga, Portugalsko          | antuka | Pedro Sousa        | 0–6, 6–3, 3–6           |

## Chronologie výsledků na Grand Slamu

### Dvouhra
| Turnaj          | 2015 | 2016 | 2017 | 2018    | 2019    | 2020    | 2021    | 2022    | 2023    | 2024    | 2025    | SR     | V–P   |
| --------------- | ---- | ---- | ---- | ------- | ------- | ------- | ------- | ------- | ------- | ------- | ------- | ------ | ----- |
| Australian Open | A    | A    | 3Q   | 2. kolo | 1Q      | 1. kolo | 4. kolo | A       | 2. kolo | 3. kolo | 2. kolo | 0 / 6  | 8–6   |
| French Open     | A    | A    | 2Q   | 2. kolo | 3. kolo | 3. kolo | 3. kolo | F       | F       | SF      | 2. kolo | 0 / 8  | 24–8  |
| Wimbledon       | A    | A    | A    | 1Q      | 1. kolo | NH      | 1. kolo | 2. kolo | 2. kolo | 2. kolo | A       | 0 / 5  | 3–5   |
| US Open         | A    | A    | 2Q   | 1. kolo | 1. kolo | 3. kolo | 2. kolo | F       | 2. kolo | 4. kolo |         | 0 / 7  | 13–7  |
| výhry–prohry    | 0–0  | 0–0  | 0–0  | 2–3     | 2–3     | 4–3     | 6–4     | 13–3    | 9–4     | 10–4    | 2–2     | 0 / 26 | 48–26 |

Vysvětlivky
1. ↑  Odstoupení Djokoviće před čtvrtfinálovým utkáním není započítáno jako výhra.

| Legenda | Legenda                                   | Legenda | Legenda                     |
| ------- | ----------------------------------------- | ------- | --------------------------- |
| SR      | poměr vyhraných turnajů ku všem odehraným | W–L V–P | výhry–prohry                |
| NH      | daný rok se turnaj nekonal                | A       | turnaje se hráč nezúčastnil |
| 1Q / LQ | prohra v (kole) kvalifikace               | 1k / 1R | prohra v daném kole turnaje |
| QF / ČF | prohra ve čtvrtfinále                     | SF      | prohra v semifinále         |
| F       | prohra ve finále                          | Vítěz   | vítězství v turnaji         |